# China Camp State Park
China Camp State Park est un parc d'État californien situé sur la rive ouest de la baie de San Pablo. La zone protégée, non loin de la ville de San Rafael dans le Comté de Marin, a été créée en 1976 et couvre une superficie d'environ 613 hectares. Le parc d'État porte le nom de China Camp Village, un ancien village de pêcheurs utilisé par les immigrants chinois.
China Camp Village est situé dans la partie orientale de la réserve et a été fondé dans les années 1860. Avec la baisse de la demande de travailleurs chinois à la fin de la ruée vers l'or en Californie et l'achèvement du premier chemin de fer transcontinental, un certain nombre de migrants chinois s'étaient installés au bord de la baie de San Pablo et se sont tournés vers la pêche à la crevette. Vers 1880, China Camp Village était l'un des nombreux villages chinois au bord de la baie et comptait près de 500 habitants.

## Préservation
Un musée a maintenant été installé dans l'une des anciennes maisons du village, dans laquelle l'histoire des résidents chinois du village peut être étudiée. En 1979, ce district historique a été ajouté au registre national des lieux historiques en 1979  et California Historical Landmark
Le parc d'État est accessible depuis San Francisco via l'U.S. Route 101 et est - surtout le week-end - une destination populaire pour les randonneurs, les coureurs et les vététistes.

## Culture populaire
Le village de pêcheurs chinois de China Camp a été largement utilisé dans le tournage du film L'Allée sanglante de 1955, mettant en vedette John Wayne en tant que capitaine de l'United States Merchant Marine qui sauve les réfugiés chinois de la Chine communiste et les transporte jusqu'à Hong Kong britannique.
En 2018, China Camp a été utilisé comme lieu de tournage pour le drame Netflix, 13 Reasons Why. Le parc a également été utilisé comme lieu de tournage pour le téléfilm HBO de 2012, Hemingway and Gellhorn.
Une réplique de jonque chinoise de pêche à la crevette, le Grace Quan, a été réalisée conjointement avec le San Francisco Maritime National Historical Park.

## Galerie

Le camp chinois avant 1900
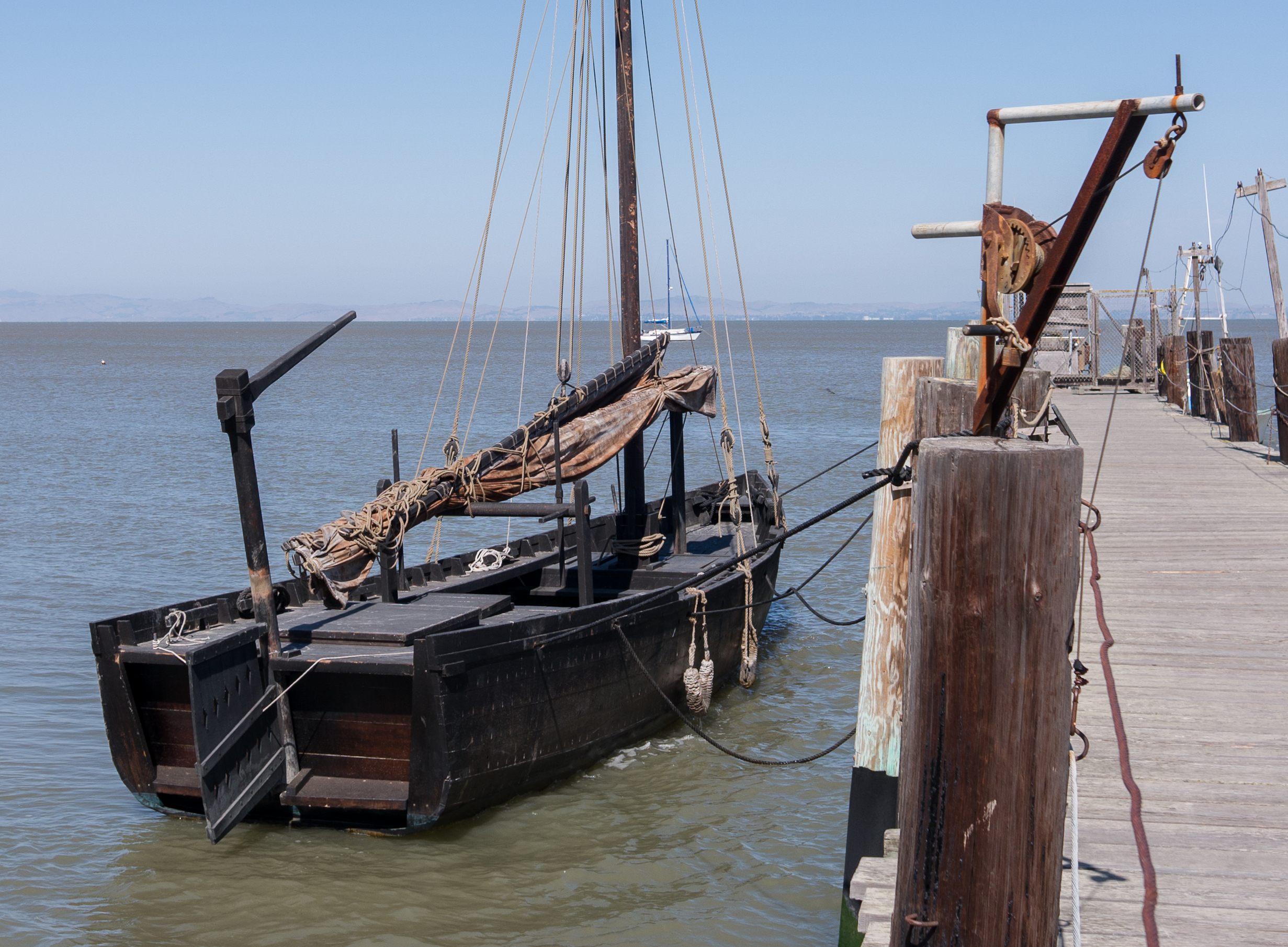
Le Grace Quan, ancienne jonque de pêche
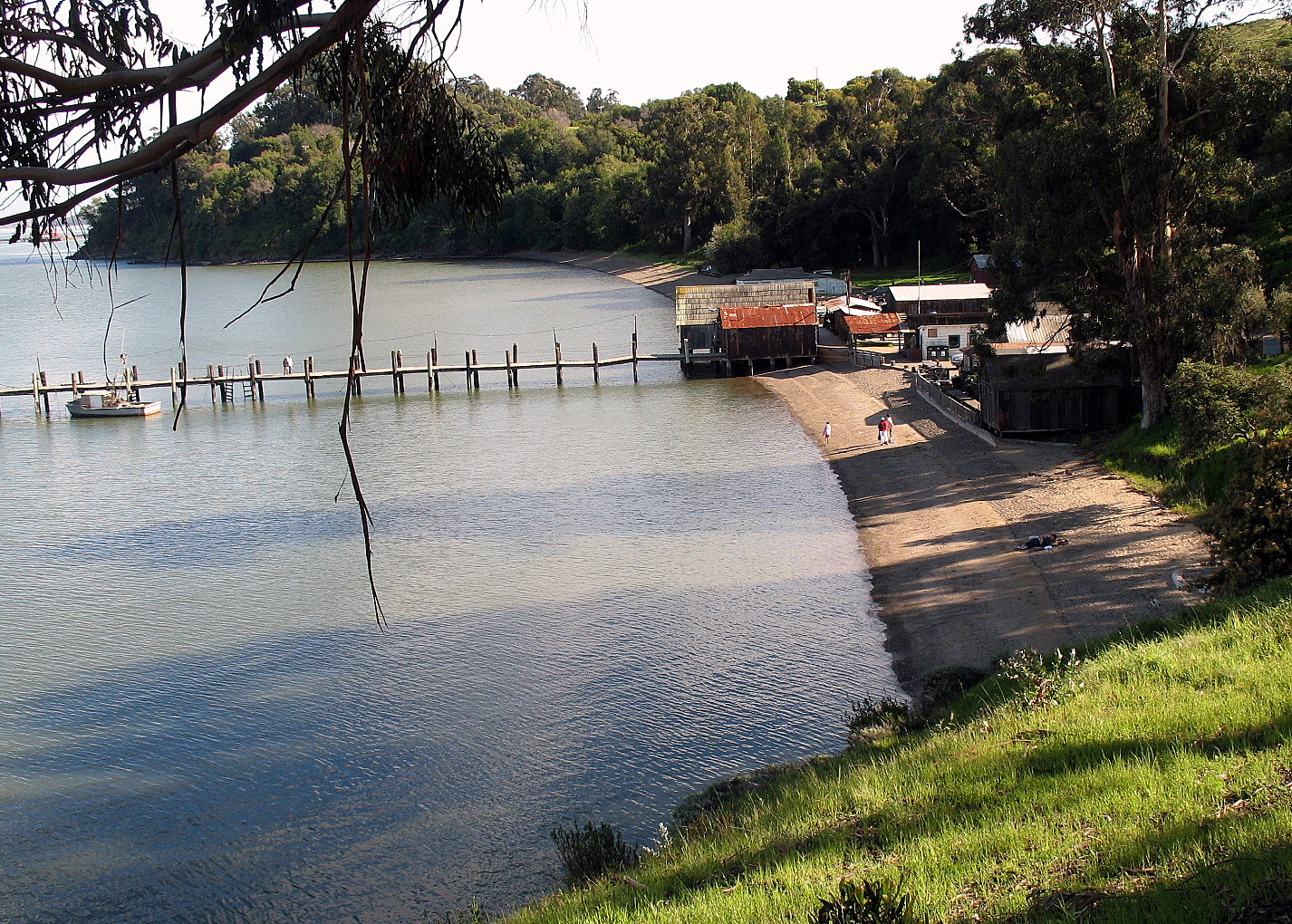
Le camp chinois actuel